# Porteous (winkel)
Porteous, Mitchell & Braun Co., of kortweg Porteous, was een middenklasse warenhuis gevestigd in Portland, Maine. Het hoofdkantoor van het bedrijf was gevestigd in het Porteous, Mitchell and Braun Company Building, een gebouw dat in 1904 werd gebouwd.

## Vlaggenschipwinkel
Toen de winkel in 1904 werd geopend, was het het grootste warenhuis in Maine. Het werd het vlaggenschip en hoofdkantoor van Porteous, gevestigd aan Congress Street in het centrum van Portland. Nadat het bedrijf de winkel op deze locatie sloot, werd deze gebruikt voor magazijnverkoop. Tegenwoordig is de hoofdlocatie gerestaureerd en is het de thuisbasis van Maine College of Art &amp; Design. Sinds 1996 is het gebouw opgenomen in het National Register of Historic Places.

## Expansie
Porteous breidde uit en opende vestigingen in Maine, New Hampshire en Vermont. Het eerste filiaal werd opgericht in 1965 en was de overname van een andere winkel die de deuren had gesloten. In Newington,  New Hampshire  opende Porteous haar deuren in de Newington Mall (anno 2024 The Crossings at Fox Run), op een locatie, waar voorheen Sutherland's was gevestigd. 
Andere Porteous-filialen werden geopend in nieuwe winkelcentra die eind jaren 1970 en begin jaren 1980 openden, waaronder in de Auburn Mall in Auburn, Maine (1979), de Bangor Mall in Bangor, Maine (1978), de Burlington Square Mall (nu CityPlace Burlington) in het centrum van Burlington, Vermont en in de Aroostook Centre Mall in Presque Isle, Maine (1993). De voormalige W.T. Grant-winkel in het Cooks Corner Shopping Center in Brunswick, Maine was overgenomen door J.C. Penney, maar werd vervolgens gesloten toen de J.C. Penney-winkel in 1983 werd geopend in het uitgebreide Maine Mall in South Portland. Porteous opende in die tijd niet alleen haar deuren in The Maine Mall, maar nam ook de locatie Cooks Corner over.  De vlaggenschipwinkel in het centrum van Portland sloot kort nadat de winkel in het Maine Mall werd geopend.

## Neergang en sluiting
Porteous was de laatste jaren (vanaf 1993) eigendom van de in Texas gevestigde Dunlaps Store-keten en opereerde onder de naam "PMB, Inc., een divisie van Dunlaps". De keten kreeg te maken met nieuwe concurrentie, omdat veel regionale en nationale ketens vestigingen openden in Maine, New Hampshire en Vermont, waar Porteous eerder een niche had veroverd in de middenklasse van warenhuizen. De keten begon halverwege de jaren negentig te sluiten, waarbij de winkels in Newington, New Hampshire en South Portland, Maine werden gesloten. In 2003 werd de keten volledig gesloten toen de laatste winkel in Presque Isle sloot. 